# Myriopteris cooperae
Myriopteris cooperae är en kantbräkenväxtart som först beskrevs av Daniel Cady Eaton, och fick sitt nu gällande namn av Grusz och Windham. Myriopteris cooperae ingår i släktet Myriopteris och familjen Pteridaceae. Inga underarter finns listade.